# René Chesneau
René Joseph Louis Chesneau (ur. 17 września 1919 w Neuilly-sur-Seine, zm. 25 października 2006 w Mougins) – francuski zapaśnik walczący w stylu klasycznym. Dwukrotny olimpijczyk. Zajął czwarte miejsce w Londynie 1948 i piąte w Helsinkach 1952. Startował w kategorii do 73 kg.
Siódmy na mistrzostwach świata w 1951 i 1953, a także na mistrzostwach Europy w 1946 i 1949 roku.

## Letnie Igrzyska Olimpijskie 1948
| Konkurencja          | Rundy eliminacyjne | Rundy eliminacyjne         | Rundy eliminacyjne      | Rundy eliminacyjne      | Klas. końcowa |
| Konkurencja          | Przeciwnik I       | Przeciwnik II              | Przeciwnik III          | Przeciwnik IV           | Miejsce       |
| -------------------- | ------------------ | -------------------------- | ----------------------- | ----------------------- | ------------- |
| 73 kg styl klasyczny | Nic Felgen (LUX) Z | Alberto Longarella (ARG) Z | Miklós Szilvásy (HUN) P | Gösta Andersson (SWE) P | 4.            |

## Letnie Igrzyska Olimpijskie 1952
| Konkurencja          | Rundy eliminacyjne           | Rundy eliminacyjne  | Rundy eliminacyjne           | Klas. końcowa |
| Konkurencja          | Przeciwnik I                 | Przeciwnik II       | Przeciwnik III               | Miejsce       |
| -------------------- | ---------------------------- | ------------------- | ---------------------------- | ------------- |
| 73 kg styl klasyczny | Gottfried Anglberger (AUT) Z | Khalil Taha (LIB) P | Muhammad Ahmad Usman (EGY) Z | 5.            |